# 七人同行
七人同行（しちにんどうぎょう）は、香川県に伝わる集団亡霊。

## 概要
人間と同様の姿の7人組の亡霊で、常に一列に並んで歩いている。非業の死を遂げた者たちの霊ともいい、人間がこの七人同行に行き遭うと死んでしまう、投げつけられるなどといわれる。
通常は姿が見えることがないが、牛の股間から覗くと見えるという。ある人が牛を連れて歩いていたところ、四辻で急に牛が立ち止まったので、股間から覗いたところ七人同行がおり、難を逃れることができたという伝承もある。また、耳を動かすことができる人にも見えるともいう。
同様に四国の7人連れの霊として知られるものに、七人ミサキがある。

## 七人童子
七人童子（しちにんどうじ）は香川県仲多度郡多度津町などに伝わる妖怪。
四辻を丑三つ時に通ると現れるという。七人童子が現れる四辻は特定の箇所だとされ、そこには人が通らなくなったといわれている。
徳島県板野町では、かつて阿讃山脈から七人童子を連れた首切れ馬がやって来ていたが、あまりに恐れた人々が供養のために地蔵を建て、これらの妖怪が現れなくなったという。
香川県では、発音は同じで表記の異なる七人同志という怨霊の伝承もある。7人連れの蓑笠姿の霊が夕方の雨の中を歩くもので、これに行き遭うと気分が悪くなるので、家に入る前に箕で扇いでもらうという。正体は寛延年間の農民騒動で処刑された7人の霊といわれる。